# 鄂西苍术
鄂西苍朮为菊科苍术属的植物，是中国的特有植物。分布于中国大陆的湖北等地，生长于海拔1,600米的地区，多生在山坡，目前尚未由人工引种栽培。